# Summerfield (Ohio)
Summerfield es una villa ubicada en el condado de Noble en el estado estadounidense de Ohio. En el Censo de 2010 tenía una población de 254 habitantes y una densidad poblacional de 263,63 personas por km².

## Geografía
Summerfield se encuentra ubicada en las coordenadas 39°47′49″N 81°20′7″O / 39.79694, -81.33528. Según la Oficina del Censo de los Estados Unidos, Summerfield tiene una superficie total de 0.96 km², de la cual 0.96 km² corresponden a tierra firme y (0.27%) 0 km² es agua.

## Demografía
Según el censo de 2010, había 254 personas residiendo en Summerfield. La densidad de población era de 263,63 hab./km². De los 254 habitantes, Summerfield estaba compuesto por el 98.43% blancos, el 0% eran afroamericanos, el 0% eran amerindios, el 0.39% eran asiáticos, el 0% eran isleños del Pacífico, el 1.18% eran de otras razas y el 0% pertenecían a dos o más razas. Del total de la población el 1.18% eran hispanos o latinos de cualquier raza.